# Младич, Ратко
Ра́тко Мла́дич (серб. Ратко Младић, сербохорв. Ratko Mladić; род. 12 марта 1943, село Божановичи, Независимое государство Хорватия) — сербский генерал-полковник и военный деятель, начальник штаба Войска Республики Сербской (1992—1995), один из лидеров сербов во время распада Югославии. Руководил рядом операций во время войн в Хорватии и Боснии и Герцеговине.
В 1996 году Младич наряду с другими руководителями Республики Сербской был обвинён Гаагским Международным трибуналом в совершении военных преступлений и геноциде в связи с осадой Сараева, а также резнёй в Сребренице. Его поимка и выдача трибуналу являлись одними из условий вступления Сербии в Европейский союз; за информацию о местонахождении была назначена награда в 10 млн евро. В 2011 году Младич был арестован в Сербии и экстрадирован в Гаагу. 22 ноября 2017 года Гаагский трибунал приговорил  Младича к пожизненному заключению, признав его виновным в геноциде, военных преступлениях и преступлениях против человечности. 8 июня 2021 Апелляционная палата суда отклонила апелляцию Младича и подтвердила пожизненный приговор ().

## Биография

### Молодость и образование
Ратко Младич родился 12 марта 1942 года (по другим данным в 1943 году) в селе Божановичи (Босния и Герцеговина), которое в то время входило в состав Независимого государства Хорватия, созданного оккупационными властями на территории Королевства Югославия. Отец, Неджа Младич (1909—1945), был командиром партизанского отряда и погиб в бою с хорватскими усташами в 1945 году. Мать, Стана Младич (в девичестве Лалович; 1919—2003), одна воспитывала дочь Милицу (1940 г.р.) и двоих сыновей — Ратко и Миливоя (1944 г. р.).
Перед самым рождением Ратко его мать и отец переболели тифом. Ратко был очень болезненным ребёнком. Жизнь ему спасли итальянские военные. Окончив школу в Калиновике в 1958 году, Ратко Младич переехал в Белград, где окончил Военно-индустриальное училище в Земуне. 20 октября 1961 года по конкурсу поступил в Военную академию (18-й учебный класс) и таким образом стал военнослужащим Югославской народной армии. Обучение в ВА выглядело следующим образом: первый год проходила предварительная подготовка, ещё два года курсанты изучали основные предметы, а на четвёртый год были распределены по специальностям. Младич в числе 145 курсантов был отправлен в Пехотный учебный центр в Сараеве, где после окончания подготовки сдал экзамены.
12 февраля 1964 года вступил в Союз коммунистов Югославии. На активную военную службу был принят 27 сентября 1965 года, когда подписал воинскую присягу.

### Военная карьера
27 сентября 1965 года Младич был распределён в 3-й Военный округ, в гарнизон Скопье, где в звании лейтенанта (серб. подпоручник) получил под командование стрелковый взвод 89-го пехотного полка. В 1967 году он окончил трёхмесячный курс разведки и разведывательной работы и курс греческого языка, после чего ему было присвоено звание старшего лейтенанта (поручник). В 1968 году Младич был назначен командиром взвода разведки. В 1970 году ему было присвоено звание капитана. 27 ноября 1974 года он был произведён в капитаны первого класса и назначен помощником командующего тылом 87-й отдельной пехотной бригады. В 1976 году он поступил в Командно-штабную академию в Белграде, где окончил общевойсковой курс. В 1977 году в звании майора был направлен на службу в 3-й Военный округ, в гарнизон Куманова, командиром 1-го пехотного батальона 89-й пехотной бригады.
25 декабря 1980 года Младич был произведён в подполковники, занимал должность начальника отдела оперативно-учебной подготовки командования гарнизона в Скопье. Затем он был направлен в город Штип командиром 39-й пехотной бригады. Спустя некоторое время он вновь служит в гарнизонах Скопье и Охрида. После присвоения ему звания полковника в августе 1986 года он был назначен командиром 39-й пехотной бригады 26-й пехотной дивизии в городе Штип. В сентябре того же года Младича отправили на годовое обучение в Школу оперативного искусства. 31 января 1989 года Младич возглавил отдел по учебной работе при штабе 3-го Военного округа. 25 января 1991 года он был переведён в Приштину на должность помощника командира по тылу 52-го корпуса.

#### Распад Югославии

##### Во время войны в Хорватии
В 1991 году — помощник командующего Приштинским корпусом в Косове. Вскоре после назначения на фоне резко ухудшавшейся обстановки в Хорватии и боевых действий, начавшихся между хорватскими силами и частями югославской армии, в конце июня был переведён в Книн (Республика Сербская Краина) начальником штаба 9-го корпуса Югославской народной армии (ЮНА). Командир корпуса генерал Шпиро Николич так охарактеризовал Младича:
Обладает беспокойным, ищущим духом и потому постоянно участвует в выдвижении инициатив и их осуществлении… Честный, доблестный офицер, отличается высокими человеческими моральными качествами
Лиляна Булатович в книге о генерале Младиче пишет, что, прежде чем новые униформы и знаки различия ясно разделили стороны, Младич переходил линию фронта в гражданской одежде, пользуясь документами хорватского офицера, часто вместе со Славко Лисицей. Славко Лисица вспоминал о Младиче:
Однажды мы были на Проклянском озере, напротив усташеских позиций. Он говорит: «Лийо, плавки у тебя есть?» Мне не купаться, а есть хотелось, а Младич бух в воду — час на спине, час другим стилем. Хватит, кричу Младичу, рядом усташи, могут нас увидеть и начнут стрелять… Позже я поверил в то, что у этого человека удалён страх. Позднее я просил его беречь себя, так как, если мы будем беречься, и Бог нас будет хранить…
По оценкам американского военного историка Дэвида Исби, до назначения Младича, 9-й Книнский корпус выполнял миротворческие функции, не давая вступать в прямые бои местным сербским и хорватским силам. После того, как в корпус прибыл Ратко Младич, подразделения корпуса всё чаще начали принимать участие в отражении хорватских атак, а затем постепенно перешли непосредственно к наступательным действиям. Важными операциями под руководством Младича в тот период было взятие под контроль удерживаемого хорватами села Киево 26 августа и Масленицкого моста 11 сентября. 4 октября 1991 года Ратко Младичу было присвоено внеочередное звание генерал-майора. При этом он стал первым офицером ЮНА после Второй мировой войны, ставшим генералом без сдачи специальных экзаменов.
24 апреля 1992 года Младич получил внеочередное звание генерал-лейтенанта (генерал-подполковника).

##### Во время Боснийской войны
Весной 1992 года Босния и Герцеговина провозгласила независимость. Признать её отказались боснийские сербы. На территории республики начались столкновения, переросшие в боевые действия. На территорию Боснии были введены хорватские войска, атаковавшие подразделения югославской армии и отряды боснийских сербов. Лидер боснийских мусульман Алия Изетбегович отдал приказ о всеобщем нападении на казармы ЮНА. 27 апреля Президиум БиГ, собравшись в неполном составе, потребовал от югославской армии сложить оружие и покинуть территорию республики. 2 мая мусульманские силы осадили казармы ЮНА в Сараеве и предприняли ряд нападений на патрули и военные объекты.
9 мая Младич был назначен начальником штаба и заместителем командующего Вторым военным округом ЮНА со штабом в Сараеве, а уже 10 мая стал командующим округом. В это время Сараево уже было блокировано боснийскими сербами, чьи отряды организовывались в регулярную армию.

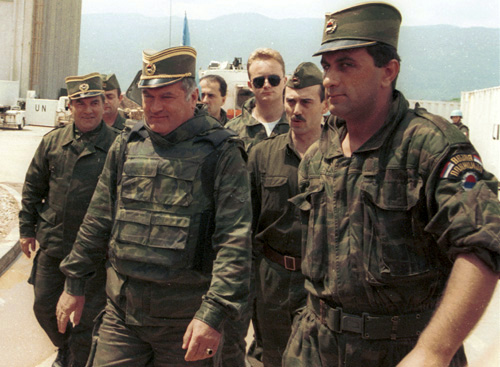
Генерал Ратко Младич во время переговоров в аэропорту Сараева, июнь 1993

12 мая Народная скупщина Республики Сербской постановила создать Войско Республики Сербской. Генерал Младич был назначен главнокомандующим Войском Республики Сербской. Он занимал этот пост до декабря 1996 года. В мае 1992 года, после вывода сил ЮНА из Боснии и Герцеговины, бывший Второй военный округ ЮНА стал ядром Войска Республики Сербской (ВРС).
В марте 1993 года Младич возглавил подразделения, наступавшие на анклав Сребреницу, откуда формирования боснийских мусульман атаковали сербские сёла. Эти атаки сопровождались массовыми убийствами гражданских сербов и стали поводом для наступления ВРС на анклав. В июле 1993 года Младич руководил операцией «Лукавац 93», в результате которой под контроль сербов перешло Трново и горы близ Сараева. Весной 1994 года подразделения ВРС под непосредственным руководством Младича провели крупное наступление на мусульманский анклав в Горажде. 24 июня Младич был произведён в генерал-полковники.
Армия боснийских сербов под командованием генерала Младича атаковала Сребреницу 6 июля 1995 года и полностью заняла город через пять дней — 11 июля. До 19 июля, по данным МТБЮ, она убила от 7 до 8 тысяч мусульман мужского пола (точное число жертв не установлено до сих пор). Ещё около 36 тысяч женщин и детей были депортированы из города и автобусами перевезены в Кладань, находившуюся под контролем мусульманских формирований.
2 августа, перед началом хорватского наступления на Сербскую Краину, Радован Караджич объявил, что берёт на себя руководство армией боснийских сербов и о смещении Младича с должности главнокомандующего. Караджич обвинил Младича в потере двух важнейших для сербов городов западной Боснии — Гламоча и Босанско-Грахово, которые были незадолго до того взяты хорватами в ходе операции «Лето-95», что вскоре привело к стремительному краху РСК. Младичу была предложена новая должность — специального советника верховного главнокомандующего по координации совместной обороны Республики Сербской и Республики Сербской Краины. Младич был популярен в среде сербских военных и отказался выполнять этот приказ. Караджич был вынужден уже через неделю отменить его.

#### В послевоенное время
8 ноября 1996 года указом президента Республики Сербской Биляны Плавшич генерал Ратко Младич был снят с должности командующего Главным штабом ВРС, который был преобразован в Генеральный штаб. При этом он продолжал числиться кадровым военным югославской армии. 28 февраля 2001 года президент Союзной Республики Югославии Воислав Коштуница уволил Младича из рядов Вооружённых сил Югославии. Указом Президента Республики Сербской от 7 марта 2002 года профессиональная военная служба Младича была прекращена «по служебной необходимости». 8 марта 2002 года Младич уволен с профессиональной военной службы. С тех пор он официально находится на пенсии. Младич получил право на выплаты согласно Договору о способе решения вопросов трудоустройства для профессиональных военных из состава ЮНА, которые остались служить в ВРС. Пенсия Младичу перечислялась вплоть до ноября 2005 года, затем выплаты были прекращены под давлением Европейского союза и Международного трибунала по бывшей Югославии.

### Розыск и поимка
В 1996 году командование НАТО потребовало передачи Младича и Радована Караджича Гаагскому трибуналу. В скором времени Младич пропал из Боснии. Затем он появился в Белграде, где в последующие годы свободно и открыто жил под защитой Слободана Милошевича. После свержения Милошевича в 2000 году Младич скрылся снова, и официально его местонахождение было неизвестно, хотя свидетели часто видели его на футбольных матчах. Последний раз он был замечен летом 2002 года около Дивчибари. В 2006 году сербская полиция арестовала нескольких лиц, которые помогали укрываться Младичу. До 2010 года в СМИ появлялись ложные сообщения о задержании Младича. В октябре 2010 года правительство Сербии повысило размер вознаграждения за информацию, способствующую поимке Младича, с 1 миллиона евро до 10 миллионов евро. Согласно документам, обнародованным WikiLeaks, ФСБ России знала о местонахождении Младича, но скрывала эту информацию.
В мае 2010 года семья Младича заявила о намерении добиться признания генерала умершим. Согласно законам Сербии, мёртвым может быть признано лицо старше 70 лет, о котором ничего достоверно не известно в течение пяти лет. Заявление было подано в июне того же года. Однако власти Сербии заявили, что поиски Младича не будут прекращены вне зависимости от иска. В конце июня 2010 года ходатайство семьи генерала было отклонено из-за процессуальных нарушений.
Утром 26 мая 2011 года Ратко Младич был задержан в селе Лазарево (около 80 км к северо-востоку от Белграда), заявил президент Сербии Борис Тадич, а допрос отложен из-за плохого самочувствия арестованного. 1 июня доставлен на вертолёте в Гаагу. 3 июня предстал перед Гаагским трибуналом.

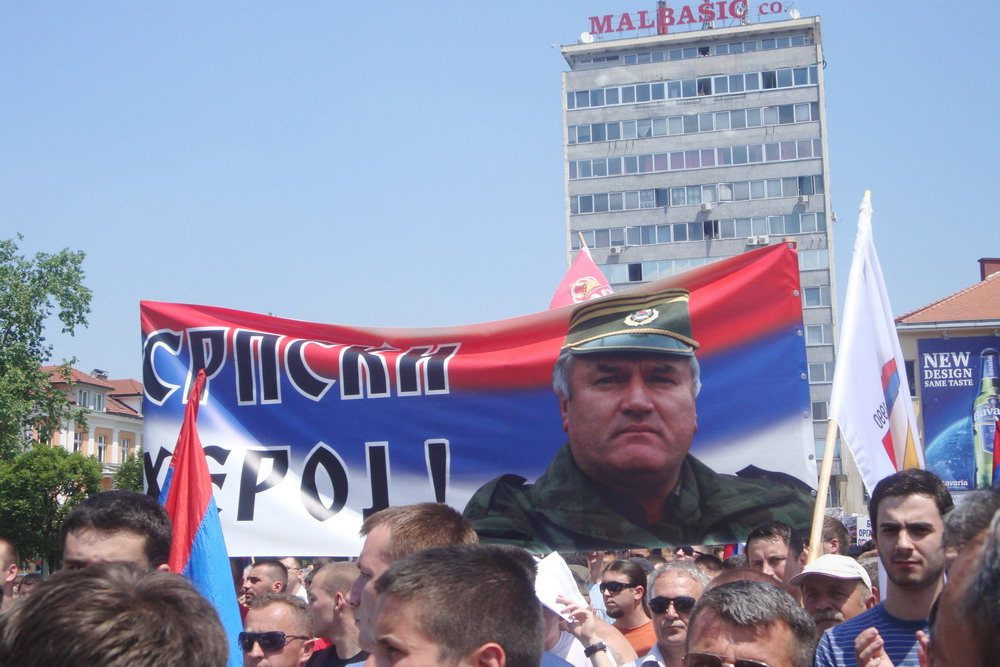
Митинг в поддержку генерала Ратко Младича в Баня-Луке

Акции протеста против ареста Ратко Младича проводились со дня его ареста 26 мая до начала июня 2011 года в городах Лазарево, Нови-Сад, Белград, Баня-Лука, Источно-Сараево, Козарска-Дубица, Власеница, Требине, Биелина и Дервента. Самые многочисленные выступления прошли в Белграде 29 мая и в Баня-Луке 31 мая.

### Дневники Младича
23 февраля 2010 года в ходе обыска в доме семьи Младича были изъяты 18 тетрадей общим объёмом в более чем 3 500 страниц. Жена Младича подписала последнюю страницу каждой тетради, подтвердив изъятие документов при обыске. Записи велись в период с 29 июня 1991 по 28 января 1995 года и с 14 июля 1995 по 28 ноября 1996 года. Отставной сербский военный и коллега Младича до начала Югославских войн Любодраг Стоядинович отмечал, что ведение военных дневников в качестве важной документации было обычной практикой для выходцев из Югославской армии. Итальянская газета La Repubblica отмечала в сентябре 2010 года, что этнические чистки любой ценой являлись навязчивой идеей лидера армии боснийских сербов, нашедшей отражение в его рукописях. В частности, Младич в своих дневниках оставил следующую запись:
Мы ничего не выиграем, если убьём 50 тысяч мусульман. Нашим истинным приоритетом является избавление от мусульманского населения (заменяя их сербами и хорватами)

### Семья
Жена — Боса, в девичестве Йедич, родом из Герцеговины. Они познакомилась, когда Младич служил в Македонии, где они и венчались летом 1966 года. Сын Дарко женат, его супруга Биляна 2 марта 2006 года родила мальчика. Внуку Ратко дали имя Стефан в честь Святого Стефана — покровителя Республики Сербской. Родители его живут в белградском районе Баново-Брдо. 11 марта 2009 года в Союзе писателей России прошла церемония вручения премии «Имперская культура» Ратко Младичу, которую за него получил Дарко.
У Младича также была дочь по имени Анна, но 24 марта 1994 года её жизнь трагически оборвалась: по неизвестным до сих пор причинам Анна застрелилась из пистолета.

#### Самоубийство дочери
24 марта 1994 года 23-летняя Анна Младич, студентка медицинского института, застрелилась из наградного пистолета, который когда-то получил в военном училище её отец Ратко Младич за свои успехи в учёбе. Обстоятельства смерти Анны до сих пор остаются загадкой: представители СМИ утверждали, что её тело было найдено не то в спальне, забрызганной кровью, не то в парке или лесу около кладбища Топчидер. Вопрос о поводе для совершения суицида также остаётся открытым: по одной из версий, Анна узнала из газет об обвинениях в адрес своего отца в совершении военных преступлений, что и заставило её покончить с собой; сам же Младич говорил, что дочь никогда бы не подумала брать отцовское оружие, и утверждал, что Анна была убита. Как вспоминали сын Младича Дарко и жена Боса, в ту ночь они не слышали ничего подозрительного, в том числе и выстрела из пистолета. По их мнению, Анна была убита.
Со слов тех, кто хорошо знал Младича, смерть дочери стала серьёзным ударом для Ратко. Один из сербских командиров в интервью изданию «Newsweek» сказал, что смерть дочери разделила жизнь Младича на две части, и от этого удара он не смог оправиться. Незадолго до ареста Ратко Младичу разрешили посетить могилу дочери, где тот пробыл несколько минут.

## Обвинения в военных преступлениях и суд
Международный трибунал по бывшей Югославии (МТБЮ) 25 июля 1995 года выдвинул первые обвинения против Младича по 16 пунктам, из них одно по статье «геноцид» и три — за «преступления против человечности». Эти самые тяжкие статьи касались следующих пунктов:
- Блокады Сараева, в результате которой погибло до 10 тысяч жителей города, включая военных и гражданских (город обстреливался артиллерией и снайперами, намеренно выбиравшими в жертвы гражданское население, в том числе детей).
- Захвата заложников из числа персонала ООН в мае и июне 1995 года[43].
- Массового убийства мусульманского населения в Сребренице: обвинение по 20 пунктам, относившееся к этому делу, было выдвинуто 16 ноября 1995 года[44]. Обвинители утверждали, что Младич лично отдал приказ об уничтожении всех мужчин-мусульман в возрасте от 10 до 65 лет[45][46]. Судья Фуад Риад лично зачитывал обвинения и сравнил случившееся в Сребренице со сценами из ада, описанными «на самых тёмных страницах книги истории человечества»[47].

По требованию Гаагского трибунала Младича лишили пенсии, которую исправно выплачивали до ноября 2005 года. Всё его недвижимое имущество заморожено согласно Закону о замораживании имущества гаагских беглецов, принятого парламентом Сербии и Черногории от 7 апреля 2006 года. Младича доставили в Гаагу, хотя тот называл свой арест недопустимым с точки зрения как юриспруденции, так и морально-этических норм: он настоятельно требовал, чтобы в таком случае на суд прибыли военачальники, обвиняющиеся в преступлениях против гражданского населения Вьетнама и Югославии. Суд над Младичем начался 16 мая 2012 года, но на следующий день был приостановлен после оглашения вступительной речи прокурора из-за процедурных нарушений и продолжен только 9 июля. В обвинительном акте имеется 11 пунктов: Младич обвиняется в нарушении законов и обычаев войны, геноциде, иных преступлениях против человечества, совершённых в 1992—1995 годах в Боснии и Герцеговине.
Ратко Младич, начиная с первого заседания, отвергает все обвинения и обвиняет Международный трибунал в крайней субъективности, называя его «судилищем» и утверждая, что суд специально пытается обвинить Республику Сербскую и Сербию в разжигании войны. На первом заседании он сказал, что защищал свой народ и Родину и убивал противников не из-за национальности, а ради спасения своей страны. Защита апеллирует к тому, что Младич просто исполнял приказы и не может быть привлечён к уголовной ответственности из-за расстройства памяти, поскольку ему трудно провести грань между реальностью и вымыслом. Но уже в декабре 2012 года за преступления в Сребренице был приговорён к пожизненному заключению заместитель Младича генерал Здравко Толимир.
В октябре 2014 года председатель МТБЮ Теодор Мерон заявил, что приговор по делу генерала Младича ожидается не ранее марта 2017 года. При этом медики сообщают, что по состоянию здоровья Младич не может принимать участие в судебном процессе чаще четырёх дней в неделю. Осмотром состояния Младича летом 2015 года специально занимались российские врачи, что породило слухи о возможном лечении Младича в России под гарантией Правительства России. За время заключения Младич перенёс два инсульта и инфаркт. Однако российской стороне было отказано в просьбе временно освободить Младича для прохождения лечения на территории России. Защита Младича тем временем продолжила свою работу: в июле 2015 года СМИ сообщили, что Младич ищет некоего норвежского офицера, готового выступить в суде свидетелем защиты.
7 декабря 2016 года прокурор Алан Тигер потребовал приговорить Младича к пожизненному заключению, заявив, что «любой приговор кроме самого сурового будет „оскорблением для жертв“».
22 ноября 2017 года Младич был приговорён к пожизненному лишению свободы, будучи признан виновным по 9 из 10 пунктов обвинения. В МИД РФ приговор назвали «предвзятым и политизированным».

## Суд над лицами, укрывавшими Младича
После ареста Младича было возбуждено уголовное дело в отношении 11 лиц, которые его укрывали в период с 2002 по 2006 годы. Обвиняемыми стали:
- Марко Лугоня;
- Станко Ристич;
- Лиляна Васкович;
- Борислав Иванович;
- Предрага Ристич;
- Саша Бодняр;
- Ратко Вучетич;
- Татьяна Васкович-Янюшевич;
- Бояна Васкович;
- Благоя Говедарица.

Судебный процесс продолжался 11 лет. Обвиняемые признали свою вину и заключили сделку с прокуратурой о том, что им будут вынесены условные сроки. Однако за время процесса истекли сроки давности по уголовному делу. В 2010 году суд освободил от уголовной ответственности всех обвиняемых за истечением срока давности уголовного преследования. Это решение было отменено и дело рассматривал Апелляционный суд Белграда, который в августе 2017 года оправдал всех обвиняемых (кроме Марко Лугоня), посчитав их вину недоказанной. Марко Лугоня получил 6 месяцев лишения свободы условно с испытательным сроком в один год.

## Апелляция Младича
Апелляционная палата МОМУТ (Международный остаточный механизм для уголовных трибуналов) в Гааге состоялась 8 июня 2021 года. Генерал лично присутствовал на оглашении вердикта, несмотря на проблемы со здоровьем. Ранее сын генерала заявлял, что считает дату апелляции слишком поспешной . Дарко Младич рассказал, что отцу больше года отказывают во встречах с адвокатами и медиками из-за ситуации с пандемией коронавируса. Родственникам разрешили созваниваться по видеосвязи дважды в неделю.

По итогам заседания Апелляционная палата отклонила апелляцию Младича и подтвердила пожизненный приговор по обвинению в геноциде, военных преступлениях и преступлениях против человечности (англ. conviction for genocide, war crimes and crimes against humanity)

## Мнения

### Положительные
Ратко Младич считается героем в кругах сербских националистов как защитник сербского народа. Поддержку Младича сербским народом подтвердили результаты нескольких опросов.
- Опрос NGO Strategic Marketing был проведён в марте 2009 года телеканалом Б92, в опросе приняли участие 1050 граждан Сербии. Участников спрашивали, готовы ли они предоставить информацию, необходимую для поимки Ратко Младича, в обмен на сумму в миллион евро. 65 % участвовавших в опросе сказали, что не пошли бы на такой шаг никогда; 21 % опрошенных затруднился ответить, и только 14 % участников сказали, что согласились бы так поступить. Поводом для опроса стало объявление посольством США в Сербии награды в размере 1,3 миллионов евро за любую информацию о местонахождении Младича[70]. Формулировка вопроса многими считалась некорректной: некоторые из 14 % давших своё согласие участвовать в поисках Младича могли это сделать и без вознаграждения, а большинство отвечавших «Нет» на вопрос заявляли, что ни за какие деньги не согласятся оказывать помощь в поимке Младича[71].
- Национальный комитет по сотрудничеству с МТБЮ также провёл ещё один опрос, результаты которого оказались следующими[72]:
  - 78 % опрошенных заявили, что выступают против выдачи Ратко Младича МТБЮ.
  - 34 % поддержали идею об аресте Ратко Младича.
  - 40 % опрошенных заявили, что Младич является не военным преступником, а героем сербов.

Протесты против ареста Ратко Младича, организованные в Белграде 29 мая 2011 и в Баня-Луке 31 мая 2011, собрали 10 и 20 тысяч граждан соответственно. На протестах слова в поддержку Младича говорили в Белграде в основном представители Сербской радикальной партии во главе с Драганом Тодоровичем (заместитель Воислава Шешеля, лидера СРП); также моральную поддержку генералу оказали актриса Елена Жигон, профессор юридического факультета Белградского университета Коста Чавошки, сын генерала Дарко Младич и дети Воислава Шешеля. В Баня-Луке на митинге выступали председатель Ветеранов войны Республики Сербской Пантелия Чургуз, министр труда и защиты ветеранов Республики Сербской Петар Джокич, а также генерал-полковник Армии Республики Сербской Манойло Милованович.
Свою поддержку Младичу выражают многие граждане России, сочувствующие сербам как пострадавшим в ходе югославских войн и осуждающие двойные стандарты внешней политики Евросоюза и США: это подтверждается в письмах, которые отправлялись от Младича из места его заключения с благодарностью всем, кто поддерживал генерала.

### Отрицательные
В глазах славян-мусульман (босняков), хорватов и иных жителей бывших югославских республик Младич предстаёт преимущественно как военный преступник или даже маньяк, которого обвиняют в гибели тысяч гражданских лиц. В Европейском союзе Младича наравне с Радованом Караджичем и Гораном Хаджичем считают главными военно-политическими лидерами сербов в Югославских войнах и одними из главных обвиняемых на скамье подсудимых МТБЮ. Западная пресса, поддерживающая суд над Младичем, называет генерала не иначе как «боснийским мясником». Тем самым арест Младича был воспринят положительно как сторонниками евроинтеграции Сербии, так и родственниками погибших в Сребренице.
Председатель Ассоциации матерей Сребреницы Мунира Шубашич поздравила тех, кто сумел добиться ареста Младича, и выразила сожаление, что многие из пострадавших в Боснийской войне так и не дожили до этого дня.
Из международных лидеров арест Младича поддержали президент США Барак Обама, находившийся в тот момент на саммите G8 во Франции и выразивший надежду, что семьи погибших в Сребренице наконец перестанут страдать; президент Франции Николя Саркози, который поддержал подобные действия Сербии в контексте вступления в Евросоюз; и генеральный секретарь ООН Пан Ги Мун, который назвал это шагом на пути к победе над безнаказанностью преступников. Решение приветствовал главный прокурор МТБЮ Серж Браммерц как исполнение Сербией главного требования Гаагского суда.
Арест Младича и суд над ним поддержали некоторые сербские политики: так, арест и экстрадицию Младича в Гаагу лично одобрил действовавший президент Сербии Борис Тадич, который назвал это одним из шагов к примирению на территории бывшей Югославии и завершением одной из глав истории Сербии. Тадича в этом начинании поддержали действовавший премьер-министр Сербии Мирко Цветкович, председатель Скупщины Славица Джукич-Деянович, члены коалиционного правительства и представители ряда неправительственных организаций. По версии телекомпании CNN, именно Борис Тадич является главным человеком, который сумел обеспечить поимку Младича.

## Образ Ратко Младича в искусстве
- Сербские исполнители Жаре и Гоци посвятили генералу песню[83].
- Канадская группа Godspeed You! Black Emperor записала 20-минутную композицию «Mladic»[84].
- Родолюб Вулович, сербский певец из Боснии и Герцеговины, посвятил Младичу песню «Generale, generale»[85].
- Российский режиссёр Бакур Бакурадзе снял фильм «Брат Дэян» о годе жизни одного из балканских генералов накануне ареста и Гаагского трибунала. Прототипом главного героя стал Ратко Младич[86][87].
- В Белграде на углу улиц Негошевой и Алексы Ненадовича есть мурал с изображением Ратко Младича[88], который неоднократно осквернялся[89].